# Vergine (astrologia)

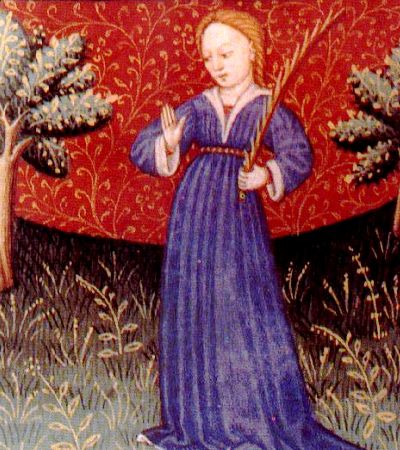
Vergine rappresentata in un libro del XV secolo

La Vergine (♍︎) è il sesto dei 12 segni zodiacali dell'astrologia occidentale, situato tra Leone e Bilancia.

## Caratteristiche

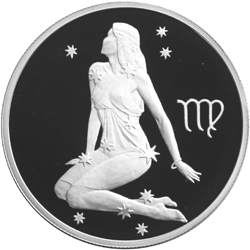
Moneta russa raffigurante la vergine

La Vergine è un segno mobile di terra, governato da Mercurio. Il segno opposto sono i Pesci. Nell'astrologia classica Mercurio è il pianeta sia di domicilio che di esaltazione. Nettuno e Giove si trovano in esilio e Venere in caduta. Secondo Lisa Morpurgo, Marte è in esaltazione in Vergine "per trasparenza" (un'esaltazione minore rispetto a quella in Capricorno ma comunque consistente e prorompente). Il colore del segno è il marrone.
La tradizione vuole far derivare l'origine del segno dalla dea Demetra, divinità della fertilità, della natura, delle messi e della conservazione. L'origine del nome Vergine, inoltre, non era in origine associato con la castità e la purezza, quanto al contrario con la forza (vis) e l'uomo (vir). 

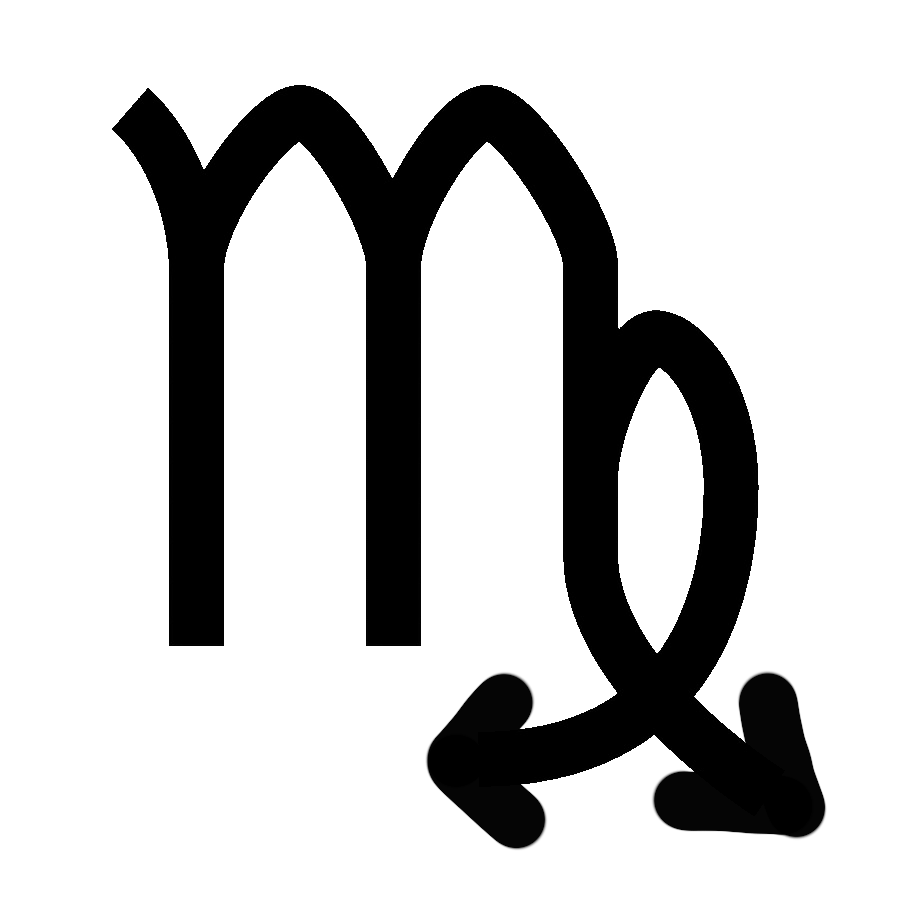

I tratti principali delle persone nate sotto questo segno sono la razionalità, la severità, la permalosità, la metodicità e l'analisi. La loro personalità, spesso, non può prescindere da serietà, rigorosità, organizzazione, ordine, precisione, perfezionismo e attenzione ai dettagli. Possono risultare persone molto furbe, meticolose, ossessionate e critiche. Si tratta comunque di persone caratterizzate da lucidità mentale ed eloquenza (qualità dovute alla dominanza di Mercurio, condivisa con i Gemelli), concrete, affidabili e con un forte senso del dovere e di autostima. Il Sole si può trovare nel segno della Vergine nel periodo che va, all'incirca, dal 23 agosto al 22 settembre: il periodo esatto varia di anno in anno e per stabilire la sua posizione nei giorni estremi è necessario consultare le effemeridi.
Inoltre, questo segno appartiene alla qualità dei segni mobili (che si contraddistinguono per qualità di cambiamento e determinazione) assieme al Sagittario, ai Gemelli e ai Pesci.